# Русецький Руслан Юрійович
Русла́н Ю́рійович Русе́цький — полковник Збройних Сил України, учасник російсько-української війни.

## Життєпис
Станом на 2017 рік проходив військову службу на посаді в Департаменті кадрової політики Міністерства оборони України. Учасник російсько-української війни.

## Нагороди
- Орден Данила Галицького (02.12.2016) — за особистий внесок у зміцнення обороноздатності Української держави, мужність, самовідданість і високий професіоналізм, виявлені під час виконання військового обов’язку, та з нагоди Дня Збройних Сил України[1].